# Mayacentrum tantalus
Mayacentrum tantalus är en spindeldjursart som först beskrevs av Roewer 1954.  Mayacentrum tantalus ingår i släktet Mayacentrum och familjen Thelyphonidae. Inga underarter finns listade i Catalogue of Life.